# Cal Manresa
Cal Manresa és un edifici del municipi de Cervià de les Garrigues (Garrigues) que forma part de l'Inventari del Patrimoni Arquitectònic de Catalunya.

## Descripció
És un habitatge unifamiliar de planta baixa, dos pisos i golfes. La coberta és de teula. La façana té un acabat arrebossat simulant un encoixinat de pedra. Guarda una composició ordenada en la distribució de les obertures, ressaltant els emmarcaments de pedra de les més nobles. A la llinda de la porta principal hi ha un escut en relleu amb data de 1723, i en alguns balcons, decoració de rocalla, pròpia de l'època.
Destaquem també els finestrals tripartits amb columnetes i fins capitells d'inspiració neogòtica, situats a la paret lateral que dona a la plaça. La façana posterior, la del carrer Riu, és potser la més interessant del conjunt. La façana és de pedra vista i té unes galeries disposades en dos pisos d'arcades diferents segons el pis que ocupen. Al primer pis els arcs són rebaixats i al segon, de mig punt. Tot plegat està precedit per un petit jardí tancat per murs també de pedra.

## Història
Hi ha notícies de la família des del segle xvii. Avui l'interior de la casa conserva bona part de la seva tipologia original. És considerada una de les cases més velles de la població.